# 2007 en Norvège
Chronologie de la Norvège
- 2003
- 2004
- 2005
- 2006
- 2007
- 2008
- 2009
- 2010
- 2011

Cet article présente les faits marquants de l'année 2007 en Norvège ou relatifs à la Norvège.

## Gouvernance
- Harald V est roi de Norvège.
- Jens Stoltenberg est le chef  du gouvernement.

## Événements
- Le Prix Nobel de la paix est décerné à Al Gore.
- Per est le nom donné par l'institut météorologique norvégien à une tempête hivernale qui s'est abattue sur le Sud des pays scandinaves au matin du 14 janvier 2007. Danemark, Suède et Norvège figurent parmi les pays les plus touchés par des vents tempétueux dépassant localement les 150 km/h.
- 26 au 27 April : sommet de l'OTAN à Oslo.

## Sport
- La saison 2007 du Championnat de Norvège de football était la 45e édition de la première division norvégienne à poule unique, la Tippeligaen. Les 14 clubs de l'élite jouent les uns contre les autres lors de rencontres disputées en matchs aller et retour. C'est le Brann Bergen qui termine en tête du championnat cette année et devient champion de Norvège. C'est le 3e titre de champion de Norvège de son histoire, 44 ans après son doublé réalisé en 1962 et 1963.

## Culture
- Arn, chevalier du Temple (Arn, Tempelriddaren) est un film réalisé par Peter Flinth en 2007, reprenant la trilogie médiévale de Jan Guillou, une fiction suédoise écrite autour du personnage d'Arn Magnusson, se passant du temps des croisades. Le film est sorti en décembre 2007 et la suite, Arn, le royaume au bout du chemin (titre original suédois : Arn, Riket vid vägens slut), est sorti en août 2008.
- Jungle Jack 3 ou Jungle Jack 3D (Jungledyret Hugo: Fræk, flabet og fri) est un film d'animation danois, réalisé par Flemming Quist Møller et Jørgen Lerdam sorti en décembre 2007 au Danemark. C'est le dernier film de la trilogie Jungle Jack, commencé en 1993, et qui fut suivi par un second film Jungle Jack 2 : La Star de la Jungle ainsi qu'une série télévisée Jungledyret Hugo en 2003. Comparé à ses prédécesseurs, Jungle Jack 3 a été entièrement réalisé en image de synthèse.
- Kill Buljo : Ze Film (Kill Buljo: The Movie) est un film norvégien réalisé par Tommy Wirkola, sorti en 2007. Il s'agit d'une parodie de Kill Bill. Il a fait l'objet d'une suite : Kill Buljo 2.
- La Nouvelle Vie de monsieur Horten (O' Horten) est un film norvégien réalisé par Bent Hamer, sorti en 2007. Il fait partie de la sélection Un certain regard au Festival de Cannes 2008.

## Naissances
- Naissance en Norvège en 2007

## Décès
- Décès en Norvège en 2007